# Ллойд, Селвин
Джон Селвин Брук Ллойд, барон Селвин-Ллойд (англ. John Selwyn Brooke Lloyd, Baron Selwyn-Lloyd; 28 июля 1904[…], Ливерпуль, Ланкашир — 17 мая 1978, Оксфордшир) — британский государственный деятель и пожизненный пэр.
В 1955—1960 годах — министр иностранных дел Великобритании.